# Дом ветеранов Русского корпуса (Буэнос-Айрес)
Дом ветера́нов Ру́сского ко́рпуса (также именуемый как Корпусно́й дом) — бывший штаб Союза святого Александра Невского и штаб отдела Союза чинов Русского корпуса в Буэнос-Айресе. Был основан в 1961 году бывшими воинами Русского охранного корпуса в Югославии, вынужденными эмигрировать в Аргентину, спасаясь от насильственной репатриации в СССР. Служил местом проведения встреч и собраний ветеранов и чинов Русского общевоинского союза, а также местом публичных чтений и выступлений, в которых принимали участие не только военные чины, но и другие представители Белой Эмиграции. В Корпусном доме также находились приют для престарелых ветеранов и библиотека. На втором этаже располагался придомовой храм в имя святого кн. Владимира.
В 2016 году в связи со смертью последних ветеранов Русского корпуса дом перешел во владение посторонних лиц и был продан ими. Новые владельцы снесли дом вместе с придомовым храмом, и ныне на его месте располагается футбольное поле.

## История
По прибытии в Аргентину в 1949 году бывшие воины Русского корпуса, желая сохранить общение между собою, арендовали небольшой дом под свой клуб. Позже, в 1961 году, благодаря пожертвованным им из Нью-Йорка деньгам, они купили красивый дом по адресу Сан-Мартин 344 в Вижа-Бажестер (пригороде Буэнос-Айреса), сделав его центром организованного ими Союза св. Александра Невского. Там они поселили около 20 своих стариков, нуждавшихся в призрении, устроили зал для собраний (называемый часто «Колонисадор») и библиотеку. Здесь же поселился и священник из России, а в помещении над гаражом был оборудован и освящен храм в честь князя Владимира, принадлежавший Русской православной церкви заграницей.
Раз в месяц Корпусной дом открывал свои двери для всей Белой Эмиграции: можно было прийти помолиться в храме за богослужением и послушать доклады, каковые проводились здесь на различную тематику, интересовавшую Русскую Эмиграцию. С 1952 года Союз святого Александра Невского издавал журнал «Под Белым Крестом».
Олег Платонов так вспоминал о Корпусном доме: «Первоначально в нём жили те, кто воевал в Русском корпусе. В нём устраивались вечера и концерты. Первоначально в нём жило 60 человек, а с середины 90-х годов всего несколько стариков. Однажды меня пригласили туда на обед. В большой комнате, где раньше собирались до 100 человек, мы все уместились за одним столом».
В 1999 году Корпусной дом отпраздновал свое 50-летие.
В мае 2007 году Корпусной дом вместе с настоятелем протоиереем Владимиром Шленевым выступил против подписания Акта о каноническом общении и вошёл в подчинение ВВЦУ РПЦЗ под председательством епископа Агафангелу (Пашковскому).
В 2016 году последний распорядитель Корпусного дома Александр Пащенко втайне продал дом, несмотря на протесты проживавших в нём стариков и белоэмигрантской диаспоры. Дом был снесён вместе с храмом, а на его месте было устроено футбольное поле.